# Матеріал, що здатний до розщеплення
Матеріал, що здатний до розщеплення — взагалі ізотоп чи суміш ізотопів, що здатні до ядерного поділу. За визначенням, матеріал, що розщеплюється, може підтримувати ланцюгову реакцію з нейтронами з тепловою енергією. Матеріал, що розщеплюється, може бути використаний для палива реакторів на теплових нейтронах, реакторів на швидких нейтронах і ядерних вибухових речовин.

## Розщеплюваний та здатний до розщеплення
Відповідно до правила розщеплення Ронена для важкого елемента з 90 ≤ З ≤ 100, його ізотопи з 2 × Z − N = 43 ± 2, за кількома винятками, є здатними до розщеплення (де N = кількість нейтронів і Z = кількість протонів).
Термін "матеріал, що здатний до розщеплення" відрізняється від "матеріал, що розщеплюється". Нуклід, здатний до розщеплення (навіть з низькою ймовірністю) після захоплення нейтрона високої або низької енергії, називається здатним до розщеплення. Нуклід, який з високою ймовірністю можна спонукати до розщеплення тепловими нейтронами низької енергії, називається  таким, що розщеплюється. Матеріали, здатні до розщеплення, включають також ті (такі як уран-238), у яких поділ може бути викликаний лише нейтронами високої енергії. У результаті матеріали, що розщеплюються,  (такі як уран-235) є підмножиною матеріалів, здатних до розщеплення.
Уран-235 ділиться тепловими нейтронами низької енергії, тому що енергія зв'язку в результаті поглинання нейтрона перевищує критичну енергію, необхідну для поділу; тому уран-235 є розщеплюваною речовиною. Навпаки, енергія зв'язку, що вивільняється ураном-238, при поглинанні теплового нейтрона, менша за критичну енергію, тому нейтрон повинен мати додаткову енергію, щоб поділ був можливим. Отже, уран-238 є здатним до розщеплення, але не таким, що розщеплюється.
Альтернативне визначення визначає нукліди, що розщеплюються, як ті нукліди, які можна змусити зазнати ядерного поділу (тобто, здатні до поділу), а також здатні виробляти нейтрони в результаті такого поділу, які можуть підтримувати ланцюгову ядерну реакцію в правильних умовах. Згідно з цим визначенням, єдині нукліди, які є здатними до розщеплення, але не такими, що розщеплюються, це ті нукліди, які можуть зазнати поділу ядра, але виробляють недостатню кількість нейтронів, або виробляють нейтрони з недостатньою енергією, щоб підтримувати ланцюгову ядерну реакцію. Таким чином, хоча всі ізотопи, що розщеплюються, є такими, що здатні до розщеплення, не всі ізотопи, що здатні до розщеплення, є такими, що розщеплюються. У контексті контролю над озброєннями, зокрема в пропозиціях щодо Договору про припинення виробництва розщеплюваних матеріалів, термін "такий, що розщеплюється" часто використовується для опису матеріалів, які можуть бути використані в первинній частині ядерної зброї. Це матеріали, які підтримують вибухову ланцюгову ядерну реакцію поділу швидкими нейтронами .
Згідно з усіма визначеннями вище, уран-238 здатний до розщеплення, але оскільки він не може підтримувати ланцюгову реакцію нейтронів, він не є матеріалом, що розщеплюється. Нейтрони, утворені поділом U-238 мають нижчу енергію, ніж вихідний нейтрон (вони поводяться як при непружному розсіюванні), зазвичай нижче 1 МеВ (тобто швидкість близько 14 тис. км/с), поріг поділу, щоб викликати наступний поділ U-238, тому поділ U-238 не підтримує ланцюгову ядерну реакцію.
Поділ U-238 швидкими нейтронами на вторинній стадії ядерної зброї робить значний внесок у потужність і радіоактивне зараження. Поділ U-238 швидкими нейтронами також робить значний внесок у вихідну потужність деяких реакторів на швидких нейтронах.

## Нукліди, здатні до розщеплення
Загалом, більшість ізотопів актиноїдів з непарним числом нейтронів є здатними до розщеплення. Більшість ядерного палива мають непарне атомне масове число (A = Z + N = загальна кількість нуклонів) і парне атомне число Z. Це означає непарну кількість нейтронів. Ізотопи з непарною кількістю нейтронів отримують додатково 1 до 2 МеВ енергії від поглинання додаткового нейтрона, від ефекту спарювання, який сприяє парній кількості нейтронів і протонів. Цієї енергії достатньо, щоб забезпечити необхідну додаткову енергію для поділу повільнішими нейтронами, що важливо для того, щоб ізотопи, що здатні до розщеплення, також були такими, що розщеплюються.
Загалом, нукліди з парною кількістю протонів і парною кількістю нейтронів, розташовані поблизу добре відомої в ядерній фізиці кривої залежності атомного номера від атомного масового числа, стабільніші за інші; отже, вони з меншою ймовірністю зазнають поділу. Вони, швидше за все, «ігноруватимуть» нейтрон і дозволять йому піти своїм шляхом, або ж поглинатимуть нейтрон, але не отримуючи достатньо енергії від процесу, щоб деформувати ядро, щоб воно поділилося. Ці «парно-парні» ізотопи також менш схильні до спонтанного поділу, і вони також мають відносно набагато довший частковий період напіврозпаду для альфа- або бета- розпаду. Прикладами цих ізотопів є уран-238 і торій-232 . З іншого боку, крім найлегших нуклідів, нукліди з непарною кількістю протонів і непарною кількістю нейтронів (непарний Z, непарний N) зазвичай короткоживучі (помітним винятком є нептуній-236 з періодом напіврозпаду 154 000 років), тому що вони легко розпадаються шляхом випромінювання бета-частинок до своїх ізобар з парною кількістю протонів і парною кількістю нейтронів (парне Z, парне N), стаючи набагато стабільнішими. Фізична основа цього явища також походить від ефекту спарювання в енергії ядерного зв'язку, але цього разу як від протон-протонного, так і нейтрон-нейтронного спарювання. Відносно короткий період напіврозпаду таких непарних важких ізотопів означає, що вони недоступні у великій кількості та є високорадіоактивними.

## Ядерне паливо
Щоб бути корисним паливом для ланцюгових ядерних реакцій поділу, матеріал повинен:
- Перебувати в області кривої енергії зв'язку, де можлива ланцюгова реакція поділу (тобто над радієм)
- Мають високу ймовірність поділу при захопленні нейтронів
- Вивільнення більше одного нейтрона в середньому за захоплення нейтрона. (Їх достатньо для кожного поділу, щоб компенсувати неподіли та поглинання в сповільнювачі)
- Мати досить довгий період напіврозпаду
- Бути доступним у відповідних кількостях

| Теплові нейтрони | Теплові нейтрони | Теплові нейтрони |        | Епітеплові нейтрони | Епітеплові нейтрони | Епітеплові нейтрони |
| σ F (б)          | σ γ (б)          | %                |        | σ F (б)             | σ γ (б)             | %                   |
| ---------------- | ---------------- | ---------------- | ------ | ------------------- | ------------------- | ------------------- |
| 531              | 46               | 8,0 %            | 233 U  | 760                 | 140                 | 16 %                |
| 585              | 99               | 14,5 %           | 235 U  | 275                 | 140                 | 34 %                |
| 750              | 271              | 26,5 %           | 239 Pu | 300                 | 200                 | 40 %                |
| 1010             | 361              | 26,3 %           | 241 Pu | 570                 | 160                 | 22 %                |

Нукліди в ядерному паливі включають:
- Уран-233, отриманий з торію-232 шляхом захоплення нейтронів, без проміжних етапів розпаду.
- Уран-235 міститься в природному і збагаченому урані
- Плутоній-239 отриманий з урану-238 за допомогою захоплення нейтронів без проміжних етапів розпаду.
- Плутоній-241[en] отриманий з плутонію-240 безпосередньо шляхом захоплення нейтронів.

Нукліди, що розщеплюються, не мають 100 % шансів зазнати поділу при поглинанні нейтрона. Шанс залежить від нукліда, а також від енергії нейтрона. Для нейтронів низьких і середніх енергій поперечний переріз захоплення нейтронів для поділу (σ F), переріз для захоплення нейтронів з випромінюванням гамма-променів (σ γ) і відсоток неподілу наведено в таблиці праворуч. .
Нукліди для відтворення в ядерному паливі включають:
- Торій-232, який утворює уран-233 шляхом захоплення нейтронів з проміжними етапами розпаду.
- Уран-238, який утворює плутоній-239 шляхом захоплення нейтронів з проміжними етапами розпаду.
- Плутоній-240 виділяється з плутонію-239 безпосередньо шляхом захоплення нейтронів.

## Зноски
1. ↑  Сформульоване таким чином правило поділу вказує на те, що 33 ізотопи ймовірно поділяються: Th-225, 227, 229; Pa-228, 230, 232; U-231, 233, 235; Np-234, 236, 238; Pu-237, 239, 241; Am-240, 242, 244; Cm-243, 245, 247; Bk-246, 248, 250; Cf-249, 251, 253; Es-252, 254, 256; Fm-255, 257, 259. Лише чотирнадцять (включаючи довгоживучий метастабільний ядерний ізомер) мають період напіврозпаду принаймні рік: Th-229, U-233, U-235, Np-236, Pu-239, Pu-241, Am-242m, Cm-243, Cm-245, Cm-247, Bk-248, Cf-249, Cf-251 та Es-252. З них лише U-235 є природним. Можна розмножити U-233 і Pu-239 з більш поширених природних ізотопів (Th-232 і U-238 відповідно) шляхом одного захоплення нейтронів. Інші, як правило, виробляються в менших кількостях.